# Крупейки (Лоевский район)
Крупейки (бел. Крупейкі) — деревня в Колпенском сельсовете Лоевского района Гомельской области Беларуси.
На юге и западе граничит с лесом.

## География

### Расположение
В 3 км на юго-запад от Лоева, 63 км от железнодорожной станции Речица (на линии Гомель — Калинковичи), 89 км от Гомеля.

## Транспортная сеть
На автодороге Брагин — Лоев. Планировка состоит из 2 прямолинейных улиц, ориентированных с юго-востока на северо-запад и соединённых переулками. Застройка двусторонняя, деревянная, усадебного типа.

## История
По письменным источникам известна с XVIII века как деревня в Речицком повете Минского воеводства Великого княжества Литовского. После 2-го раздела Речи Посполитой (1793 год) в составе Российской империи. В 1795 году в Речицком уезде Минской губернии. В 1811 году во владении графа Юдицкого. С 1875 года действовала церковь. В 1885 году работали 3 ветряные мельницы. Согласно переписи 1897 года действовали церковно-приходская школа, хлебозапасный магазин. В 1908 году в Лоевской волости Речицкого уезда Минской губернии. В результате пожара 11 июня 1909 года сгорели 100 дворов.
С 8 декабря 1926 года до 16 июля 1954 года центр Крупейковского сельсовета Лоевского района Гомельского округа, с 20 февраля 1938 года Гомельской области. В 1929 году 1777 жителей работали начальная школа, изба-читальня. В 1930 году организован колхоз, работали 2 ветряные мельницы и кузница. Во время Великой Отечественной войны партизаны разгромили вражеский гарнизон, созданный оккупантами в деревне. В 1943 году каратели сожгли 335 дворов и убили 27 жителей. 15 октября 1943 года в 1,5 км на юг от деревни солдаты 65-й армии форсировали река Днепр и захватили плацдарм. В боях за деревню и окрестности погибли 122 советских солдата (похоронены в братской могиле в парке). В числе похороненных Герои Советского Союза Б. Ф. Банников, А. И. Брюханов / по другим данным - похоронен в дер. Козероги Колпенского сельсовета/, В. Ф. Латышев, Г. П. Мясоедов, Н. Ф. Смирнов. Согласно переписи 1959 года в составе совхоза «Лоевский» (центр — г. п. Лоев). Расположены Приднепровское лесничество, отделение связи, клуб, 9-летняя школа, библиотека, фельдшерско-акушерский пункт, магазин, детский сад.

## Население

### Численность
- 1999 год — 273 хозяйства, 583 жителя.

### Динамика
- 1795 год — 55 дворов, 318 жителей: 171 мужского, 147 женского пола.
- 1850 год — 96 дворов 517 жителей.
- 1885 год — 120 дворов, 750 жителей.
- 1897 год — 194 двора, 1161 житель (согласно переписи).
- 1908 год — 273 двора, 1542 жителя.
- 1940 год — 415 дворов, 2345 человек.
- 1959 год — 1075 жителей (согласно переписи).
- 1999 год — 273 хозяйства, 583 жителя.